# Utica (New York)
Utica is een plaats (city) in de Amerikaanse staat New York, en valt bestuurlijk gezien onder Oneida County.

## Demografie
Bij de volkstelling in 2000 werd het aantal inwoners vastgesteld op 60.651.
In 2006 is het aantal inwoners door het United States Census Bureau geschat op 59.082, een daling van 1569 (-2.6%). Ongeveer tien procent van de inwoners zijn immigranten uit Bosnië en Herzegovina, die vanwege de Bosnische Oorlog naar de Verenigde Staten verhuisden.

## Geografie
Volgens het United States Census Bureau beslaat de plaats een oppervlakte van
43,0 km², waarvan 42,3 km² land en 0,7 km² water.

## Sport en cultuur
Sinds 1978 wordt jaarlijks de Utica Boilermaker gehouden, een hardloopwedstrijd over 15 km met een sterk internationaal deelnemersveld. In Utica spelen de Utica Comets, een team in de American Hockey League. In hetzelfde stadion wordt het WK voor vrouwen in de topdivisie gehouden in 2024.

## Plaatsen in de nabije omgeving
De onderstaande figuur toont nabijgelegen plaatsen in een straal van 12 km rond Utica.

## Geboren
- James Dwight Dana (1813-1895), geoloog, mineraloog en zoöloog
- James S. Sherman (1855-1912), vicepresident van de Verenigde Staten, advocaat en burgemeester van Utica
- Arthur B. Davies (1863-1928), kunstschilder
- Irving Baxter (1876-1957), atleet
- Derry Hall (1933-2010), musicus en componist van filmmuziek
- Vaughn Bodé (1941-1975), striptekenaar van psychedelische undergroundstrips
- Annette Funicello (1942-2013), actrice en zangeres
- Angela Johnson (1972), neo-R&B/discozangeres
- Joe Bonamassa (1977), gitarist/zanger

## Galerij

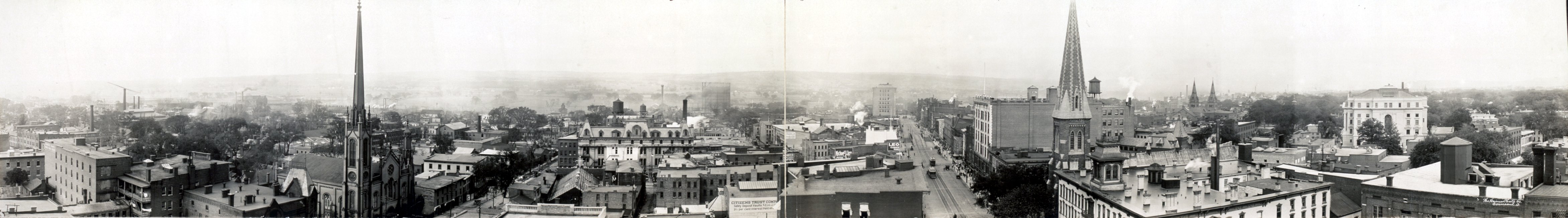
Panorama van Utica, 1909